# Сингапурский лёгкий метрополитен
Сингапурский лёгкий метрополитен (англ. Light Rail Transit ) — автоматизированная система перевозки пассажиров на шинном ходу в городе-государстве Сингапуре. Дополняет собой Сингапурский метрополитен. Первая линия Букит Панджанг длиной 7,6 км с 14 станциями открылась 6 ноября 1999 года.

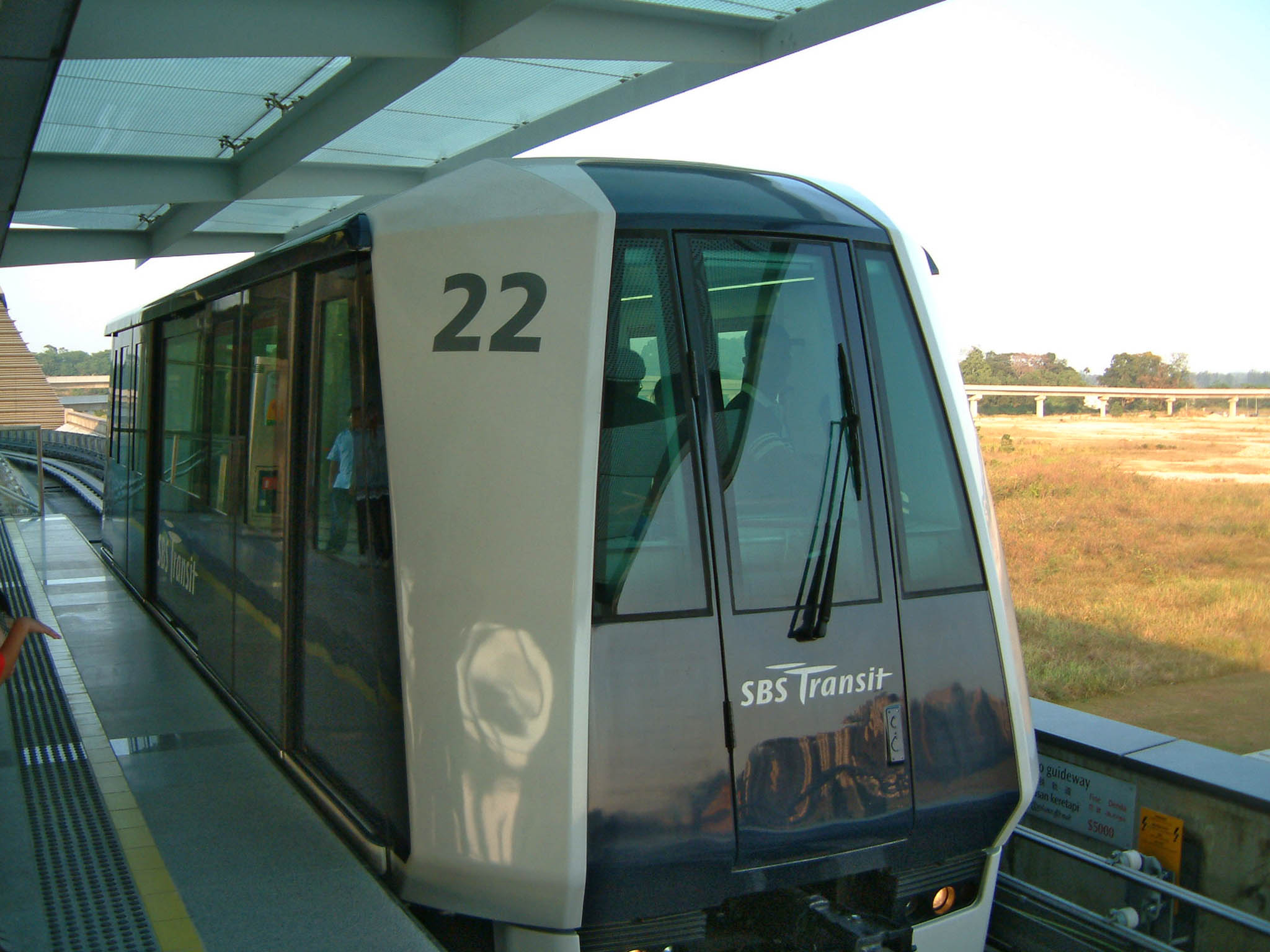
Вагончик метро

## Структура
Состоит из трёх полностью автоматизированных линий общей протяжённостью 28,6 километров, которые включают 41 станцию. Часть из них оснащены автоматическими платформенными дверьми. Метрополитен на шинном ходу с направляющей балкой в центре. Железнодорожных путей нет.

### Линии
- Линия Букит Панджанг[англ.] протяжённость 7,6 км, на ней расположено 13 станций.
- Линия Сенгканг[англ.] протяжённость 10,7 км, на ней расположено 14 станций.
- Линия Пунгол[англ.] протяжённость 10,3 км, на ней расположено 14 работающих станций и 1 закрытая.

## Оформление
Станции выполнены по новым технологиям. Табло передают информацию, фонограмма оглашает о прибытии поезда. Все станции снабжены новым оборудованием и ориентироваться в метрополитене достаточно просто. Вход на станцию осуществляется через турникеты. В вагоне соблюдается чистота и порядок. Посередине, вдоль вагона, расположены шесты, чтобы пассажирам было удобно держаться. Сидения расположены по бокам вагона.

## Правила
В Сингапурском лёгком метрополитене, как и в остальном общественном транспорте, запрещено курить, есть и провозить дуриан.